# ABC記譜法
ABC記譜法（エービーシーきふほう、ABC music notation あるいは ABC notation）は、パソコン等で使われる音楽記述言語の一つで、イギリスの Chris Walshaw によって考案された。単に「ABC」とも、また小文字で「abc」とも言う。音高を表すアルファベットと、音長を表す数字、その他の若干の記号を組み合わせて表記する。

## 概要
ABC記譜法はアスキー文字を並べて譜面を表現できるように考案された記法である。そのため、通常のテキストエディタだけで作成可能、通常の電子メールでも相手に送れる、などネット上での情報伝達に利点が多く、主に欧米のネットユーザーの間でかなり普及している。特に、単音で構成された簡易な旋律を記譜するのに適している。
ABC譜を自動的に五線譜やMIDIデータに変換するフリーウェアやシェアウェアも多く作られており、これらが利用されることが多い。ある程度慣れていれば変換せずにメロディーを読み取れる。
欧米のサイトでは、主に民族音楽を中心にABC譜による楽曲の厖大なデータが公開されているため、ABC記譜法をマスターすると、うろ覚えの曲を「検索」して調べるなどの利用の仕方もなされている。例えば、街中で聞きかじった伝統音楽の旋律の一部を、自分でABC譜に直したうえその文字列を検索エンジンに入力して検索をかける、など。

## 表記法
一例として、日本の民謡「ソーラン節」の旋律をABC記譜法で表記すると、以下のようになる。
```
X:1
T:sooranbushi
M:2/4
L:1/8
K:F
C2 DF | A2 GF | A2 GF | G2 FC | D2 FC | D2 D2 | z2 z2 ||
zG AA | GA AA | GA AA | GF D2 | zA, CA, | CD GF | zG AF | DC FD | D z CC |
DF A2| A3 c | G F2 C | D2 D2 | D2 z2||

```

- X:1　は、ファイルナンバーの1、を表す。
- T:sooranbushi　は、タイトルが「ソーランブシ」であることを表す。
- M:2/4　は、4分の2拍子であることを表す。
- L:1/8　は、1文字の長さを8分音符とすることを表す。
- K:F　は、調がヘ長調（Fメジャー）であることを示す。
- 「CDEFGAB」はそれぞれ「ドレミファソラシ(ドの絶対音高をCとした場合)」。
- 「z」は休符。
- 1オクターブ高い音は小文字で、さらにそれより高い音は右上に「'」を付けて表す。
- 1オクターブ低い音は文字の直後に「,」を打って表す。
- 各英字の後ろの数字（整数・分数いずれも可）は、音符の長さを示す。例:「L:1/8」のとき、「D2」＝「D」の2倍の長さ（レの4分音符）、「D1/2」＝「D」の半分の長さ（レの16分音符）
- 「|」は小節の区切り。スペースは意味を成さないが、通常見やすいように一拍を数える箇所に挿入する。

五線譜での表記：